# 尾上一平
尾上01平（おのえ いっぺい、本名：尾上一平、他表記：ippei onoe、1961年12月25日 - ）は、日本の音楽家、作曲家、音楽プロデューサー、映像作家。STUDIO MANOMANAを運営。

## 概要
ソロ活動と並行して坂口良治・是永巧一・蓑輪単志・高橋"Jr."知治らと第2期JUNGAPOPメンバーとしても活動（詳細後述）。
東日本大震災の復興支援ソング「僕たちに今できるチカラいっぱいのこと」を震災後3日間で楽曲制作・発表。
映画監督として「早乙女家の一週間」、短編作品として第7回インディーズムービーフェスティバル（IMF）に入賞した「MATOBA SAN」を発表。

## 来歴
- 1986年 - 制作会社にて広告デザイナーとなり、数々の広告制作を手掛ける（詳細後述）。
- 1992年 - バンド『E NIGHT』のボーカル・作曲担当としてファンハウスからメジャー・デビュー。
- 1996年 - ソングライター活動開始。以降数々の作品を提供（織田裕二／KinKi Kids／猿岩石／マルシア他多数）
- 1997年 - E NIGHT 解散後、「JUNGAPOP」結成。
- 1998年 - 制作会社にて映像作家となる。以降数々の映像作品を手掛ける（詳細後述）。
- 2000年 - クリエィティブ集団、STUDIO MANOMANAを立ち上げる。
- 2002年
  - 初映画監督作品「早乙女家の一週間」を発表。東京国際フォーラムにて上映。
  - フリーランスのクリエイターとしてイベント演出制作開始。（詳細後述）
- 2003年
  - エンタメバンド「リハゴデニール」の音楽プロデュースを開始。
  - 坂口良治・是永巧一・蓑輪単志・高橋"Jr."知治をメンバーに迎え第2期「JUNGAPOP」活動開始。
  - STUDIO MANOMANAレーベル発足。以降数々のCD作品を制作。
- 2004年 - 短編映像監督作品「MATOBA SAN」を発表。第7回インディーズムービーフェスティバル（IMF）入賞。
- 2006年 - COLECLARKのモニター・ミュージシャンとなる。
- 2010年 - ソロ歌手として本格活動開始。1stミニ・アルバム『SWEET ON YOU』発表。
- 2012年 - 布施明のプロデュースチームに参加。クリエィティブディレクターとしてジャケットデザイン、MV、DVD作品を手掛ける。
- 2014年 - 1961年生まれのプロミュージシャンの会「61年会」を結成。初期メンバーとして活動開始。坂口良治と「坂上良平1GO10」結成。
- 2015年 - 松尾一彦の半生を描いたDVD『I’ll see you when I see you Kazuhiko Matsuo Chronicle』の映像監督。
- 2016年 - 布施明「君に会いにいくよ」作詞・作曲。森脇和成、笠原涼二とともに音楽ユニット「森尾笠」結成。FMカオンにて毎週木曜日21時〜21時58分、ラジオ番組「森尾笠の秘密基地(仮)」開始。

## JUNGA POP
第2期
- 尾上一平(Vo)
- 坂口良治 (Dr)
- 高橋"Jr."知治 (Bass&Harmonica)
- 蓑輪単志 (Key)
- 是永巧一 (Gt)

## 主な作品

### 音楽
- 2002年〜2003年、民主党参議院選挙CM曲（プロデュース）
- リハゴデニール／雲峰あきら（プロデュース）
- どうして僕は旅をしているのだろう／猿岩石（作曲） - シングル『白い雲のように』C/W
- KinKi Kids forever／KinKi Kids（作曲）
- 君に逢いたい／織田裕二（作曲） - アルバム『My Pocket』収録曲
- カブトムシ／織田裕二（作曲） - アルバム『My Pocket』収録曲
- 泣いたらあかん／山田花子（作曲） - シングル『ブス』C/W

他多数

### 映像
- 発表年不明
  - 早乙女家の一週間（監督・他）（自主制作映画）
  - MATOBA SAN（監督・他）（第7回インディーズムービーフェスティバル入賞）
  - ぺんてるイベントムービー（企画・監督他）
  - TAITOイベントムービー（企画・編集他）
  - リハゴデニール他、歌手のミュージック・ビデオ（監督・撮影他）
- 2002年・2003年民主党参議院選挙TV-CM制作（プロデュース）
- 2010年・2012年海上自衛隊CM（企画・音楽・編集）
- 2011年・アデランスTV-CM（音楽・編集）
- 2011年・布施明「うりずんの風」ミュージック・ビデオ（監督・撮影他）
- 2012年・布施明DVD『Way of the Maestro  THE DOCUMENT』（監督・撮影他）
- 2015年・松尾一彦DVD『I’ll see you when I see you Kazuhiko Matsuo Chronicle』（監督・撮影他）

他多数

### グラフィックデザイン
- JTB CI広告（アートディレクター）
- 昭和シェル石油 広告・SPツール（アートディレクター）
- INAX CI広告（アートディレクター）
- ユニバーサルミュージック ジャケットデザイン（アートディレクター）
- HONDA LAND 広告（アートディレクター）
- 布施明
  - 『something jazzy2』ジャケットデザイン（2011年／アートディレクター）
  - 『Premium Selection 思いの丈全て込め』ジャケットデザイン（2015年／アートディレクター）

他多数

### WEB作品
- 森下悠里オフィシャルサイト（アートディレクター）
- ラド観光（アートディレクター）

他多数

### イベント演出
- TAITO 東京ゲームショウ（演出プロデュース）
- MANOMANITE TOKYO（演出プロデュース）

他多数